# 1120 в Україні

## Події
- Переяславський князь Ярополк Володимирович провів успішний похід проти половців.
- Давид Святославич втратив сина Ростислава. В пам'ять про нього і з поваги до святих князів Бориса і Гліба князь спорудив храм, який нині відомий у Чернігові як Борисоглібський собор, його спорудження завершилося напередодні смерті Давида Святославича.